# Vittikko
Vittikko is een dorp binnen de Zweedse gemeente Haparanda. Het dorp ligt langs de rivier de Keräsjoki even ten noorden van Parviainen. Vittikko was voor en tijdens de Tweede Wereldoorlog een legerplaats. Zweden was dan wel neutraal; buurland Finland was in oorlog met de Russen en later ook met de Duitsers. Toen de Duitsers zich op een schandalige manier terugtrokken uit het noorden, ze brandden alles plat, schonk Zweden de barakken etc. aan met name Rovaniemi, dat ook helemaal met de grond gelijkgemaakt was. Na de Tweede Wereldoorlog werd het terrein ontruimd; van de legerplaats is niets meer terug te vinden.
Alatalo · Barsk · Haparanda · Kangas · Kankaanranta · Karungi · Kattilasaari · Keräsjänkkä · Keräsjoki · Korpikylä · Korva · Kukkola · Lappträsk · Marielund · Mattila · Nikkala · Parviainen · Purra · Salmis · Seskarö · Säivis · Vojakkala · Vuono · Vittikko